# Simonne Mathieu
Simonne Mathieu, née Simonne Passemard (Neuilly-sur-Seine, 31 januari 1908 – Chatou (nabij Parijs), 7 januari 1980) was een tennisspeelster uit Frankrijk. Op zeventienjarige leeftijd (14 oktober 1925) trad zij in het huwelijk met René Mathieu, badmintonspeler en directeur van het tennis- en badmintontijdschrift Smash. In 1926 werd zij op Roland Garros kampioen bij de junioren.
Mathieu was actief in het internationale tennis van 1925 tot en met juni 1940. Van 1929 tot en met 1939 was zij de nummer één van Frankrijk. Op de internationale ranglijst bereikte zij de derde plaats, in 1932.
De vrouwendubbelspeltrofee van Roland Garros, de Coupe Simonne-Mathieu, is naar haar vernoemd. In 2006 werd zij opgenomen in de internationale Tennis Hall of Fame.

## Biografie

### Tennisloopbaan
Mathieu debuteerde op zeventienjarige leeftijd (toen nog ongehuwd, en derhalve ingeschreven als Mlle Passemard) op de grote, internationale platforms door in 1925 deel te nemen aan de Franse kampioenschappen (de voorloper van de Open Franse kampioenschappen op Roland Garros). In het enkelspel waren er 34 deelneemsters – Mathieu was het vierde reekshoofd en bereikte de kwartfinale waarin zij verloor van haar dubbelspelmaatje, de Griekse Helene Contostavlos, met wie zij in het dubbelspel niet voorbij de eerste ronde kwam. Roland Garros bleef Mathieu's prioriteit, en zij stond in de periode 1929–1939 acht keer in de enkelspelfinale – na zesmaal de finale te hebben verloren, waarvan drie keer op rij van de Duitse Hilde Sperling, kon Mathieu in 1938 en 1939 de titel mee naar huis nemen. Ook aan The Championships in Wimbledon nam zij jaarlijks deel – zij bereikte daar zes keer de halve finale, maar kwam nooit verder dan dat.
In het vrouwendubbelspel hoefde zij op Roland Garros slechts één keer de finale prijs te geven – zes keer wist zij de trofee in de wacht te slepen: twee keer met de Amerikaanse Elizabeth Ryan (1933 en 1934), drie keer met de Britse Billie Yorke (1936–1938) en in 1939 nogmaals met Jadwiga Jędrzejowska uit Polen. Ook op Wimbledon wist zij – naast twee verloren finales – driemaal te winnen: twee keer met Ryan en nog een keer met Yorke. Bij haar enige deelname aan de US Open (1938) bereikte zij de finale, met Jędrzejowska aan haar zijde.
In het gemengd dubbelspel won zij op Roland Garros tweemaal de titel, waarbij moet worden aangetekend dat zij in 1938 tot drievoudig kampioen kon worden gekroond: zij won het enkelspel, het vrouwendubbelspel en het gemengd dubbelspel (samen met Joegoslaaf Dragutin Mitić).

### Tweede Wereldoorlog
Eind juli 1939 reisde Mathieu naar de Verenigde Staten voor een tennistoernooitournee. Toen de Tweede Wereldoorlog uitbrak, was zij nog in de Verenigde Staten. Na een oproep via de BBC-radio, door generaal De Gaulle vanuit Londen op 18 juni 1940 waarin hij de Fransen opriep om het verzet tegen nazi-Duitsland niet op te geven, brak Simonne Mathieu haar Amerikaanse tournee af en reisde met de SS "President Roosevelt" terug naar Europa. Zij besloot in Londen te blijven waar zij (na een partijtje tennis ten behoeve van het Rode Kruis op 20 juli 1940) zich in eerste instantie in dienst stelde van de Britse koning, bij de Women's Voluntary Service, waar zij als chauffeuse en vertaalster fungeerde. In september 1940 belastte admiraal Muselier haar met de taak om een Corps féminin des volontaires françaises op te richten, dat vervolgens ging functioneren als onderdeel van de op 7 november 1940 opgerichte organisatie "Vrije Franse strijdkrachten" (France libre). Mathieu werd de eerste commandant van dit vrouwencorps, en organiseerde rekrutering en training. Zij had de rang van luitenant en voerde dit corps aan tot het eind van 1941.
In december 1941 werd Mathieu toegewezen aan de cryptografische dienst van het Bureau central de renseignements et d'action, de inlichtingendienst van de "Vrije Franse strijdkrachten". In 1943 was zij aan de zijde van generaal De Gaulle in Algerije, met wie zij op de dag van de bevrijding (26 augustus 1944) Parijs binnentrok. Inmiddels had zij de rang van kapitein. Drie weken later, op 17 september 1944, was zij weer present op het gravel van Porte d'Auteuil, waar zij scheidsrechter was voor een tenniswedstrijd tussen Henri Cochet en Yvon Petra.

### Tennisleven na de oorlog
In juli 1945 schreef Mathieu zich meteen in op het dubbelspeltoernooi van Roland Garros, samen met Myrtil Brunnarius. Zij bereikten de finale, waarin zij verloren van de gezusters Paulette Iribarne-Fritz en Simone Iribarne-Lafargue.
In 1947 nam Mathieu nog één keer deel aan "Roland Garros" – samen met de Luxemburgse Alice Weiwers bereikte zij de kwartfinale in het vrouwendubbelspel. In de periode 1949–1960 fungeerde zij als team captain in het vrouwentennis.
Mathieu ontving de onderscheiding van Officier de la Légion d'honneur. Zij overleed op 72-jarige leeftijd in Chatou, een tiental kilometers buiten de Boulevard Périphérique van Parijs, en werd begraven op het Cimetière du Père-Lachaise.

## Palmares

### Finaleplaatsen enkelspel
| nr.              | finale     | toernooi      | ondergrond | tegenstandster       | score         |
| ---------------- | ---------- | ------------- | ---------- | -------------------- | ------------- |
| gewonnen finales |            |               |            |                      |               |
| 1.               | 1938-06-11 | Roland Garros | gravel     | Nelly Adamson        | 6-0, 6-3      |
| 2.               | 1938-10-16 | Berkeley      | gravel     | Nancye Wynne         | 6-1, 6-0      |
| 3.               | 1939-06-18 | Roland Garros | gravel     | Jadwiga Jędrzejowska | 6-3, 8-6      |
| verloren finales |            |               |            |                      |               |
| 1.               | 1929-06-02 | Roland Garros | gravel     | Helen Wills          | 3-6, 4-6      |
| 2.               | 1932-06-04 | Roland Garros | gravel     | Helen Wills-Moody    | 5-7, 1-6      |
| 3.               | 1933-06-04 | Roland Garros | gravel     | Margaret Scriven     | 2-6, 6-4, 4-6 |
| 4.               | 1935-06-02 | Roland Garros | gravel     | Hilde Sperling       | 2-6, 1-6      |
| 5.               | 1936-06-01 | Roland Garros | gravel     | Hilde Sperling       | 3-6, 4-6      |
| 6.               | 1937-05-30 | Roland Garros | gravel     | Hilde Sperling       | 2-6, 4-6      |

### Finaleplaatsen dubbelspel
| nr.                                 | finale     | toernooi      | ondergrond | partner              | tegenstandsters                                  | score          |
| ----------------------------------- | ---------- | ------------- | ---------- | -------------------- | ------------------------------------------------ | -------------- |
| gewonnen finales vrouwendubbelspel  |            |               |            |                      |                                                  |                |
| 1.                                  | 1933-06-04 | Roland Garros | gravel     | Elizabeth Ryan       | Sylvie Henrotin Colette Rosambert                | 6-1, 6-3       |
| 2.                                  | 1933-07-08 | Wimbledon     | gras       | Elizabeth Ryan       | Freda James Billie Yorke                         | 6-2, 9-11, 6-4 |
| 3.                                  | 1934-06-03 | Roland Garros | gravel     | Elizabeth Ryan       | Helen Jacobs Sarah Palfrey                       | 3-6, 6-4, 6-2  |
| 4.                                  | 1934-07-07 | Wimbledon     | gras       | Elizabeth Ryan       | Dorothy Andrus Sylvie Henrotin                   | 6-3, 6-3       |
| 5.                                  | 1936-06-01 | Roland Garros | gravel     | Billie Yorke         | Jadwiga Jędrzejowska Susan Noel                  | 2-6, 6-4, 6-4  |
| 6.                                  | 1937-05-30 | Roland Garros | gravel     | Billie Yorke         | Dorothy Andrus Sylvie Henrotin                   | 3-6, 6-2, 6-2  |
| 7.                                  | 1937-07-03 | Wimbledon     | gras       | Billie Yorke         | Phyllis King Elsie Pittman                       | 6-3, 6-3       |
| 8.                                  | 1938-06-11 | Roland Garros | gravel     | Billie Yorke         | Nelly Adamson Arlette Halff                      | 6-3, 6-3       |
| 9.                                  | 1939-06-18 | Roland Garros | gravel     | Jadwiga Jędrzejowska | Alice Florian Hella Kovac                        | 7-5, 7-5       |
| verloren finales vrouwendubbelspel  |            |               |            |                      |                                                  |                |
| 1.                                  | 1930-06-01 | Roland Garros | gravel     | Simone Barbier       | Elizabeth Ryan Helen Wills                       | 3-6, 1-6       |
| 2.                                  | 1935-07-06 | Wimbledon     | gras       | Hilde Sperling       | Freda James Kay Stammers                         | 1-6, 4-6       |
| 3.                                  | 1938-07-01 | Wimbledon     | gras       | Billie Yorke         | Sarah Fabyan Alice Marble                        | 2-6, 3-6       |
| 4.                                  | 1938-09-25 | US Open       | gras       | Jadwiga Jędrzejowska | Sarah Fabyan Alice Marble                        | 8-6, 4-6, 3-6  |
| 5.                                  | 1945-08-02 | Roland Garros | gravel     | Myrtil Brunnarius    | Paulette Iribarne-Fritz Simone Iribarne-Lafargue | 3-6, 1-6       |
| gewonnen finales gemengd dubbelspel |            |               |            |                      |                                                  |                |
| 1.                                  | 1937-05-30 | Roland Garros | gravel     | Yvon Petra           | Marie-Luise Horn Roland Journu                   | 7-5, 7-5       |
| 2.                                  | 1938-06-11 | Roland Garros | gravel     | Dragutin Mitić       | Nancye Wynne Christian Boussus                   | 2-6, 6-3, 6-4  |
| verloren finales gemengd dubbelspel |            |               |            |                      |                                                  |                |
| 1.                                  | 1937-07-03 | Wimbledon     | gras       | Yvon Petra           | Alice Marble Donald Budge                        | 4-6, 1-6       |
| 2.                                  | 1939-07-01 | Roland Garros | gravel     | Franjo Kukuljević    | Sarah Fabyan Elwood Cooke                        | 6-4, 1-6, 5-7  |

## Resultaten grandslamtoernooien
| Legenda | Legenda                          |
| ------- | -------------------------------- |
| g.t.    | geen toernooi gehouden           |
| l.c.    | lagere categorie                 |
| –       | niet deelgenomen                 |
| G       | uitgeschakeld in de groepsfase   |
| 1R      | uitgeschakeld in de eerste ronde |
| 2R      | uitgeschakeld in de tweede ronde |
| 3R      | uitgeschakeld in de derde ronde  |
| 4R      | uitgeschakeld in de vierde ronde |
| KF      | uitgeschakeld in de kwartfinale  |
| HF      | uitgeschakeld in de halve finale |
| F       | de finale verloren               |
| W       | het toernooi gewonnen            |
| w-v     | winst/verlies-balans             |

### Enkelspel
| Australian Open | –  | –  | –  | –  | –  | –  | –  | –  | –  | –  | –  | –  | –  | –  | –  |
| Roland Garros   | KF | KF | 3R | F  | KF | KF | F  | F  | HF | F  | F  | F  | W  | W  | –  |
| Wimbledon       | –  | 1R | 2R | 3R | HF | HF | HF | KF | HF | KF | HF | HF | KF | KF | 1R |
| US Open         | –  | –  | –  | –  | –  | –  | –  | –  | –  | –  | –  | –  | –  | –  | –  |

### Vrouwendubbelspel
| Australian Open | –  | –  | –  | –  | –  | –  | –  | – | – | –  | –  | – | – | –  | g.t. | –  | –  |
| Roland Garros   | 1R | KF | KF | HF | F  | HF | HF | W | W | KF | W  | W | W | W  | F    | –  | KF |
| Wimbledon       | –  | –  | –  | 1R | KF | 2R | 3R | W | W | F  | KF | W | F | 1R | g.t. | KF | 2R |
| US Open         | –  | –  | –  | –  | –  | –  | –  | – | – | –  | –  | – | F | –  | –    | –  | –  |

### Gemengd dubbelspel
| Toernooi        | 1929 | 1930 |   | 1937 | 1938 | 1939 |
| --------------- | ---- | ---- | - | ---- | ---- | ---- |
| Australian Open | –    | –    | – | –    | –    |      |
| Roland Garros   | KF   | KF   | W | W    | F    |      |
| Wimbledon       | –    | –    | F | –    | –    |      |
| US Open         | –    | –    | – | –    | –    |      |